# コンスティテューション級
コンスティテューション級（コンスティテューションきゅう、Constitution class）は、アメリカのSFドラマ・映画『スタートレック』シリーズに登場する、惑星連邦宇宙艦隊保有の架空の宇宙艦の艦級名の一つである。
Constitutionは英語で「憲法」を意味し、日本語では「コンスティテューション」または「コンスティチューション」と表記・発音される。

## 概要
コンスティテューション級は、『スタートレック』シリーズの最初のテレビドラマ作品『宇宙大作戦』に登場する、ジェームズ・T・カーク船長ら主要メンバーが乗艦するU.S.S.エンタープライズ NCC-1701の艦級である。
惑星連邦は建前上、戦闘目的の宇宙艦を造らないが、コンスティテューション級はクリンゴンのD-7級バトルクルーザーと互角の防衛力を持つとされ、23世紀宇宙艦隊の旗艦となっている。『宇宙大作戦』にはエンタープライズの他にもU.S.S.ポチョムキンやU.S.S.ディファイアントなどの同型艦が登場する。
後述の通り、この艦級はさまざまなバリエーションがあるが、総じた特徴は23世紀中期の深宇宙探査艦であることである。全長は約300m。最上層階である第1デッキに司令室であるメインブリッジがある。反物質を燃料とし、最高速度はワープ9（光速の729倍）。武装はフェイザー砲と光子魚雷、防御シールドを搭載。転送装置によりクルーは母艦ごと大気圏に突入することなく惑星地表に上陸できる。
『宇宙大作戦』終了後の劇場版やテレビシリーズで登場する惑星連邦の宇宙艦は、基本的にコンスティテューション級のデザインを踏襲したものとなっており、『スタートレック』シリーズの美術面での原点である。
なお、非常に類似している名前の艦級に「コンステレーション級」（英語で「星座」を意味する）がある。また「コンスティテューション級U.S.S.コンステレーション NCC-1017 」という紛らわしい宇宙艦も存在し、文庫本『宇宙大作戦』シリーズでもしばしば間違われている。

## デザイン
初代エンタープライズのデザインはマット・ジェフリーズ。「空飛ぶ円盤」と「ロケット」という宇宙船としてはありきたりなデザインを融合させ、それらをシンプルにまとめたものという、今日でも斬新さを感じさせる優れたデザインがされている。
形状は、円盤状の第1船体（円盤部）と、円筒状の第2船体（推進部）が板状のドーサルネックで接続されている。第2船体背面には翼のように広がるワープナセルパイロンがあり、その先に2対の円筒状のワープナセルが接続する。第2船体艦首にはパラボラアンテナ状のデフレクター盤が設置されている。円柱のデッサン要素のみで構成されているシンプルなデザインであるため非常に印象に残りやすく、「エンタープライズを描けない子供はいない」とまで言われたほどである。
後発シリーズの連邦宇宙艦デザインについては、主人公の艦はコンスティテューション級のデザインを踏襲したものが多く、その他のモブ宇宙艦は第2船体を省略し円盤部とワープナセルが直結したものが多い。

## バリエーション
コンスティテューション級は初代U.S.S.エンタープライズの艦級ということもあり、続編やリメイク等による再登場が多く、スタートレックの宇宙艦の中で最も形状にバリエーションが多い艦級である。

### 初代エンタープライズ型
1966年の『宇宙大作戦』に登場した初代エンタープライズの型。基本的な船体形状がすでに完成されており、このデザインの構成要素はその後の多くの惑星連邦の宇宙艦にも受け継がれている。全長289ｍ。

### 改装型/エンタープライズA型
1979年の劇場版第1作『スター・トレック』から登場した改装後のエンタープライズと、1986年の劇場版第4作『スタートレックIV 故郷への長い道』から登場したエンタープライズAの型で、コンスティテューション級改、またはコンスティテューションII級と呼ばれる。ワープナセルやワープナセルパイロン等の形状に直線を多用した精悍なデザインとなっており、デフレクター盤やワープナセルの青い発光、細部に至る細かなディティールや電飾の美しさなど、こちらもスタートレックの連邦宇宙艦デザインの基本となっている。全長305m。

### スタートレック:ディスカバリー型
2018年の『スタートレック:ディスカバリー』第2シーズン、『スタートレック:ストレンジ・ニュー・ワールド』に登場した初代エンタープライズの型。オリジナルの初代エンタープライズの形状を踏襲しつつ、ドーサルネックがやや短くなり、ワープナセルやそれを支えるワープナセルパイロン、インパルスエンジン、船体各所のライトアップなどが洗練され、作品の世界観に馴染むようアレンジされたデザインとなっている。全長442ｍ。

### ケルヴィン・タイムライン版エンタープライズ型
2009年の劇場版第11作『スター・トレック (2009年の映画)』に登場した型で、J・J・エイブラムス監督にちなみ「JJプライズ」とも呼ばれる。タイムトラベルに伴う大規模な歴史改変によって生まれた並行世界、ケルヴィン・タイムラインで建造されたエンタープライズ。上記の初代型・改装型のデザインを組み合わせ、21世紀らしい強くスタイリッシュな艦として生まれ変わった。劇場版第12作『スター・トレック イントゥ・ダークネス』では劇中で壊滅的なダメージを負い、改装修理を受けた際に細部がマイナーチェンジされる。全長725m。

### ケルヴィン・タイムライン版エンタープライズA型
2016年の劇場版第13作『スター・トレック BEYOND』のラストシーンに登場。前作までのデザインから更にアレンジが加えられたものとなっている。歴代のコンスティテューション級のデザインの中では最も独特な形状である。

## ソンブラ級
『スタートレック:ストレンジ・ニュー・ワールド』シーズ1第9話に登場したU.S.S.ペレグリンの艦級。外装・内装ともにディスカバリー型コンスティテューション級のオレンジ色の部分が青色になっている以外はまったく同一の船体。登場人物の「コンスティテューション級と同じ部品を使っている」「珍しい」という台詞から、何らかの理由で作られた亜種コンスティテューションと推察される。乗員数99名。

## コンスティテューションIII級
『スタートレック:ピカード』シーズン3にコンスティテューションIII級のU.S.S.タイタンNCC-80102-Aが登場。ネオコンスティテューション級とも呼ばれる。
エンタープライズA型（コンスティテューションII級）やシャングリラ級U.S.S.タイタンNCC-1777を基にデザインされた25世紀初頭の最新鋭艦で、船体形状はコンスティテューション級に酷似しているが規模はソヴェリン級に近い。円盤部船尾側が1/3ほどが切り抜き状になっており、大規模な補助インパルスエンジンとなっている。第2船体はデフレクター盤両舷にバルジ部分が盛られている。全長560ｍ。最高速度ワープ9.99。

## コンスティテューション級宇宙艦一覧
U.S.S.コンスティテューション（U.S.S.Constitution NCC-1700）
コンスティテューション級の1番艦。
もともとコンスティチューションと名付けられる予定だったスペースシャトルの試作機がエンタープライズと名付けられた返礼のような形でそれまで「スターシップ級」と呼ばれていた本クラスが「コンスティテューション級」とされたもの。
U.S.S.エンタープライズ（U.S.S.Enterprise NCC-1701）

U.S.S.エンタープライズA（U.S.S.Enterprise NCC-1701-A）
コンスティテューションII級と表記されることもある。
U.S.S.ディファイアント（U.S.S.Defiant NCC-1764）

U.S.S.ヨークタウン（U.S.S.Yorktown NCC-1717）
ジョエル・ランドルフ大佐の指揮。2286年、太陽系にやって来た異星人の探査機の影響で機能不全に陥った。後に改称され、U.S.S.エンタープライズNCC-1701-Aとなる。艦名はアメリカの空母ヨークタウン (CV-5)に由来。
なお『宇宙大作戦』の最初期の草稿において、主役艦の名はエンタープライズではなくヨークタウンだった。
U.S.S.ファラガット（U.S.S.Farragut NCC-1647）
船長はガロヴィック大佐。2257年、ダイコス4号星で遭遇したダイキロニウム・ガス怪獣の攻撃を受け、クルー200名が死亡した。ジェームズ・T・カークが最初に配属された艦で、カークは生存者の一人である。アメリカ南北戦争の北軍提督デヴィッド・ファラガットに由来。
『スタートレック エンサイクロペディア』の記述など、長らくコンスティテューション級として扱われてきたが『ストレンジ・ニュー・ワールド』1-10話、3-6話ではミランダ級に似た別の艦級（ベレロフォン級）として登場。船長はバルカン人のヴレル大佐。2259年時点でカークはこの艦の副長を務めていたほか、クリストファー・パイク船長がエンタープライズの指揮を退任しなかった世界線の2266年では船長であった。
3-6話では危機的状況において重体となったヴレル船長に代わり、臨時で船長職に就く。船長の重責を初めて体験することとなるが、エンタープライズから派遣されていたスポック、ウフーラ、スコット、チャペルら後の『宇宙大作戦』の主要人物らと力を合わせ危機を打破する。
U.S.S.リパブリック（U.S.S.Republic NCC-1371）
2250年頃、宇宙艦隊アカデミーの学生だったジェームズ・T・カークが少尉として訓練乗務していた艦。
U.S.S.イーグル（U.S.S.Eagle NCC-956）
劇場版第6作『スタートレックVI 未知の世界』に登場したカーク・マッコイ奪還作戦の計画書に名前とシルエットが描かれている。
U.S.S.コンゴウ（U.S.S.Kongō NCC-1710）艦名は日本の軍艦金剛に由来。画面・セリフには一切登場しないが、劇場版第6作の作戦計画書の画面に写っていない部分にその名が見られる。また当初よりプラモデルのデカールに含まれており、設定としては古くから存在した。
U.S.S.ニュージャージー（U.S.S.New jersey NCC-1975）
『スタートレック:ピカード』第26話に登場。経歴は不明であるが、宇宙艦隊ミュージアムに展示されている。
ニュージャージーと明言されてはいないが、『新スタートレック』第130話「エンタープライズの面影」にてジャン＝リュック・ピカード艦長がスコット大佐に「Constitution class. There is one in the fleet museum. but then, of course this is your Enterprise（コンスティテューション級ですか。艦隊ミュージアムに1隻あります。ですがこれは、あなたのエンタープライズですね）」という会話をする場面がある。
U.S.S.イントレピッド（U.S.S.Intrepid NCC-1631）
2268年、ガンマ7A星系の近くで遭遇した宇宙アメーバの攻撃を受け撃沈された。なお、クルーは全員バルカン人だった。艦名はイントレピッド (空母)などアメリカ海軍で代々受け継がれている名称に由来。
U.S.S.エクセター（U.S.S.Exeter NCC-1672）
ロナルド・トレーシー大佐の指揮。2268年、船長がオメガ4号星から持ち込んだ細菌に感染し、船長以外の全クルーが死亡した。艦名はイギリスの重巡洋艦エクセターに由来。
U.S.S.コンステレーション（U.S.S.Constellation NCC-1017）
マット・デッカー准将の指揮。2267年、L-374星系の近くで超巨大無人兵器「惑星の殺し屋」と交戦し大破、放棄される。その後応急修理で再稼動し、「惑星の殺し屋」を内部から破壊するため自爆させられた。艦名は星座の意。
U.S.S.レキシントン（U.S.S.Lexington NCC-1709）
ロバート・ウェスリー准将の指揮。2268年、M-5コンピューター演習に参加したがM-5に乗っ取られたU.S.S.エンタープライズの実弾射撃を受け、クルー53名が死亡した。艦名はアメリカの空母レキシントン (CV-2)に由来。
この演習に参加した4隻の宇宙艦は、『宇宙大作戦』放送当時は「4分割したTV画面それぞれにエンタープライズ号の映像を同時表示することで4隻に見せる」という手法で登場した（デジタルリマスター版では、CGで4隻の艦隊が描かれている）。
U.S.S.エクスカリバー（U.S.S.Excalibur NCC-1664）
ハリス大佐の指揮。2268年、M-5コンピューター演習に参加したがM-5に乗っ取られたU.S.S.エンタープライズの実弾射撃を受け、クルーは全員死亡した。艦名はアーサー王物語の聖剣エクスカリバーに由来。
U.S.S.フッド（U.S.S.Hood NCC-1703）
2268年のM-5コンピューター演習に参加した艦の1隻。艦名はイギリスの戦艦フッドに由来。
U.S.S.ポチョムキン（U.S.S.Potemkin NCC-1657）
2268年のM-5コンピューター演習に参加した艦の1隻。艦名はロシアの軍艦ポチョムキンに由来。
U.S.S.ルーベン・ジェームズ（U.S.S.Reuben James）
ジャコボ・ロス准将の指揮。2265年、クリンゴン帝国との中立地帯に近いドロザナ星系の宇宙基地に駐留。艦名は19世紀初頭のアメリカ海軍兵士、ルーベン・ジェームズに由来。『Star Trek Online』に登場。

## 注
1. ↑  艦名の由来であるアメリカ海軍のフリゲート「コンスティチューション」など。
2. 1 2 3  『スタートレック:ピカード』のプロダクション・デザイナーであるデイブ・ブラス氏のInstagram
3. 1 2  Star Trek Logs “U.S.S. Titan”『スタートレック』シリーズ公式Instagram
4. ↑  『宇宙大作戦』デジタルリマスター版で設定された番号